# Alžírská hymna
Hymna Alžírska je píseň
Kassaman nebo Qassaman. Byla přijata v roce 1963, krátce po získání autonomie. Slova napsal Mufdi Zakariah v roce 1955, kdy byl vězněn Francouzi. Hudbu složil Mohamed Fawzi z Egypta.

## Text
| Arabský text | Transkripce | Překlad |
| --- | --- | --- |
| قسما بالنازلات الماحقات و الدماء الزاكيات الطاهرات و البنود اللامعات الخافقات في الجبال الشامخات الشاهقات نحن ثرنا فحياة أو ممات و عقدنا العزم أن تحيا الجزائر فاشهدوا... فاشهدوا... فاشهدوا... | Qasaman bi-n-nāzilāti l-māḥiqāt Wa-d-dimāʾi z-zākiyāti ṭ-ṭāhirāt Wa-l-bunūdi l-lāmiʿāti l-khāfiqāt Fi-l-jibāli sh-shāmikhāti sh-shāhiqāt Naḥnu thurnā fa-ḥayātun ʾaw mamāt Wa-ʿaqadnā al-ʿazma ʾan taḥyā l-Jazāʾir Fa-shhadū! Fa-shhadū! Fa-shhadū!               | Přísaháme při zničujících blescích, při ctnostné a vonící krvi, při zářícím a třepetajícím se praporu, ve strmých a vznešených horách, že povstali jsme v revoluci na život a na smrt, a usnesli se, že Alžírsko přežije, tak buď nám svědkem, buď svědkem, buď svědkem!                                                     |
| نحن جند في سبيل الحق ثرنا و إلى استقلالنا بالحرب قمنا لم يكن يصغى لنا لما نطقنا فاتخذنا رنة البارود وزنا و عزفنا نغمة الرشاش لحنا وعقدنا العزم أن تحيا الجزائر فاشهدوا... فاشهدوا... فاشهدوا... | Naḥnu jundun fi sabīli l-ḥaqqi thurnā Wa ʾila stiqlālinā bi-l-ḥarbi qumnā Lam yakun yuṣğā lanā lamā naṭaqnā Fa-ttakhadhnā rannata l-bārūdi waznā. Wa-ʿazafnā nağamata r-rashshāshi laḥnā Wa-ʿaqadnā al-ʿazma ʾan taḥyā l-Jazāʾir Fa-shhadū! Fa-shhadū! Fa-shhadū! | Jsme vojáky, kteří se vzbouřili ve jménu spravedlnosti, a pro naši nezávislost povstali do války. Kdybychom nepromluvili, nikdo by nenaslouchal, proto jsme přijali bubny střelného prachu za náš rytmus, a rachot kulometů jako náš nápěv, a usnesli se, že Alžírsko má žít, tak buď nám svědkem, buď svědkem, buď svědkem! |
| يا فرنسا قد مضى وقت العتاب و طويناه كما يطوى الكتاب يا فرنسا ان ذا يوم الحساب فاستعدي وخذي منا الجواب ان في ثورتنا فصل الخطاب و عقدنا العزم ان تحيى الجزائر فاشهدوا... فاشهدوا... فاشهدوا...    | Yā Faransā, qad maḍā waqtu l-ʿitāb Wa-ṭawaynāhu kamā yuṭwā l-kitāb Yā Faransā ʾinna dhā yawmu l-ḥisāb Fa-staʿiddī wa-khudhī minnā l-jawāb ʾInna fī thawratinā faṣlu l-khiṭāb Wa-ʿaqadnā al-ʿazma ʾan taḥyā l-Jazāʾir Fa-shhadū! Fa-shhadū! Fa-shhadū!             | Ó Francie! Doba prázdných řečí už pominula, uzavřeli jsme ji jako knihu. Ó Francie! Den spočítání je nablízku, Tak buď připravena na naši odpověď! Naše revoluce je koncem prázdných slov, a my se usnesli, že Alžírsko má žít, tak buď nám svědkem, buď svědkem, buď svědkem!                                               |
| نحن من أبطالنا ندفع جندا و على أشلائنا نصنع مجدا و على أرواحنا نصعد خلدا و على هاماتنا نرفع بندا جبهة التحرير أعطيناك عهدا و عقدنا العزم أن تحيا الجزائر فاشهدوا... فاشهدوا... فاشهدوا...       | Naḥnu min ʾabṭālinā nadfaʿu jundā Wa-ʿala ʾashlaʾinā naṣnaʿu majdā. Wa-ʿala ʾarwāḥinā naṣʿadu khuldā. Wa-ʿala hāmātinā narfaʿu bandā. Jabhatu t-Taḥrīri ʾaʿṭaynāki ʿahdā. Wa-ʿaqadnā al-ʿazma ʾan taḥyā l-Jazāʾir Fa-shhadū! Fa-shhadū! Fa-shhadū!                | Z našich hrdinů stvoříme armádu, a na našich mrtvých vystavíme slávu, naše duše budou povýšeny k nesmrtelnosti, a na našich ramenou vyzdvihneme vlajku, složili jsme přísahu Osvobozenecké Frontě našeho národa, a usnesli se, že Alžírsko má žít, tak buď nám svědkem, buď svědkem, buď svědkem!                            |
| صرخة الأوطان من ساح الفدا فاسمعوها واستجيبوا للندا و اكتبوها بدماء الشهدا و اقرأوها لبني الجيل غدا قد مددنا لك يا مجد يدا و عقدنا العزم أن تحيا الجزائر فاشهدوا... فاشهدوا... فاشهدوا...        | Ṣarkhatu l-ʾawṭāni min sāḥi l-fidā Ismaʿūhā wa-stajībū li-n-nidā Wa-ktubūhā bi-dimāʾi sh-shuhadāʾ Wa-qraʾūhā li-banī l-jayli ğadā. Qad madadnā laka yā majdu yadā Wa-ʿaqadnā al-ʿazma ʾan taḥyā l-Jazāʾir Fa-shhadū! Fa-shhadū! Fa-shhadū!                        | Volání naší Otčiny jde slyšet z bojišť, Naslouchej mu a dbej! Nechť je zaznamenán krví mučedníků, A předčítán budoucím generacím. Ó, Slávo, nabídli jsme ti naše pomocné ruce, a usnesli se, že Alžírsko má žít, tak buď nám svědkem, buď svědkem, buď svědkem!                                                              |